# Scott Williams (asesino en serie)
Scott Wilson Williams (3 de diciembre de 1963) es un asesino en serie estadounidense convicto que vivió en Monroe, Carolina del Norte. Ha sido condenado por los asesinatos de tres mujeres, que tuvieron lugar en un período de nueve años. También ha sido condenado por crímenes contra otras dos mujeres que no fueron asesinadas.

## Asesinatos
- Sharon House Pressley, de 37 años, de Charlotte, Carolina del Norte, en 1997.[3]
- Christina Outz Parker, de 34 años, de Monroe, Carolina del Norte, en 2004.[3]
- Sharon Tucker Stone, de 46 años, de Monroe, Carolina del Norte, en 2006.[3]

## Investigación, juicio y condena
Los restos de Sharon Stone fueron descubiertos por un hombre recogiendo latas. Williams era un empleado del Departamento de Transporte de Carolina del Norte, y no tenía antecedentes penales previos. No hubo nada que llamara la atención de las autoridades sobre él al principio. Un investigador hizo un comentario sobre que “Él ha vivido una vida normal, excepto por esas tres o cuatro ocasiones.”
En el caso del asesinato de Stone, Williams fue identificado como un conocido. Finalmente, esto condujo a su arresto el 9 de marzo de 2006, a la 1:30 A.M. Las tres víctimas habían recibido disparos en la cabeza y sufrido similares formas de mutilación. Durante el transcurso de las entrevistas, las autoridades encontraron que Williams también había conocido a Parker y Pressley, al igual que Parker y Stone se conocían.
Los casos fueron investigados por el Grupo Especial de Homicidios del Condado Union—Chesterfield (Carolina del Sur), la División de Aplicación de la Ley del Estado de Carolina del Sur, la Agencia de Investigación del Estado de Carolina del Norte, y el FBI (Union County—Chesterfield County Homicide Task Force, South Carolina State Law Enforcement Division, North Carolina State Bureau of Investigation, FBI, respectivamente en inglés). Las pruebas contra Williams incluían ADN, balística, identificación de testigos de las víctimas que sobrevivieron y las declaraciones incriminatorias del propio Williams.
El 18 de julio de 2008, Williams, quien se enfrentaba a la pena capital por los tres cargos de asesinato en primer grado, apeló a la Doctrina Alford por los cargos de asesinato en conformidad con un acuerdo negociado, y fue sentenciado a tres cadenas perpetuas consecutivas sin libertad condicional. Adicionalmente, Williams apeló a la Doctrina Alford por cargos de secuestro en primer grado, violación y delitos sexuales contra otras dos mujeres en 1995 y 2000. Williams fue representado por Franklin Wells y Jonathan Megerian, de Asheboro, Carolina del Norte.
Williams se encuentra encarcelado en la Institución Correccional de Alexander.